# Deutsche Geodätische Kommission
Die Deutsche Geodätische Kommission (DGK) wurde 1952 als Vertretung der wissenschaftlichen Geodäsie Deutschlands in München gegründet. Sie ist der Bayerischen Akademie der Wissenschaften als gemeinnütziger Verein angegliedert und untersteht als wissenschaftliche Kommission der Verwaltungsaufsicht dieser Einrichtung.

## Aufgaben
1. Wissenschaftliche Forschung auf allen Gebieten der Geodäsie (inkl. Photogrammetrie, Kartografie, ländliche Neuordnung und Geoinformationswesen).
2. Organisation und Beteiligung an Forschungsprojekten im In- und Ausland und an Beobachtungskampagnen,
 Vertretung der Geodäsie im nationalen und internationalen Rahmen.
3. Koordinierung der geodätischen Forschung in Deutschland sowie wissenschaftliche Beratung und Unterstützung von universitären und außeruniversitären Einrichtungen.
4. Koordinierung des Geodäsiestudiums an den wissenschaftlichen Hochschulen der Bundesrepublik Deutschland.
5. Publikation von Forschungsergebnissen und deren Verbreitung.

## Gliederung in Sektionen, DGFI
Die Kommission gliedert sich in wissenschaftliche Sektionen, die die in der Kommission vertretenen Forschungsgebiete repräsentieren, sowie in eine Sektion für Lehre. Die Sektionen setzen sich aus Mitgliedern der Kommission sowie aus Gästen zusammen und treffen sich in der Regel mehrfach im Jahr. Daneben ist der DGK das Deutsche Geodätische Forschungsinstitut angegliedert.
Die wissenschaftlichen Sektionen umfassen
- Erdmessung, diese betreut auch das DGFI
- Ingenieurgeodäsie
- Geoinformatik
- Land- und Immobilienmanagement.

Die Koordinierung der wissenschaftlichen Arbeiten der Kommission obliegt vor allem dem wissenschaftlichen Ausschuss. Die Kommission tritt jährlich einmal zu einer Jahressitzung zusammen. Auf ihren Sitzungen berät die Kommission insbesondere die Forschungsvorhaben und Tätigkeiten ihrer Mitglieder und ihrer Sektionen sowie die Empfehlungen des Wissenschaftlichen Ausschusses der Kommission.

## Mitglieder
Die Kommission wird durch deren ordentliche Mitglieder gebildet. Diese sind im Wesentlichen Professoren aus allen Gebieten der Geodäsie der deutschen Universitäten. Ebenso können andere in der geodätischen Forschung tätige Wissenschaftler aufgenommen werden. Außerhalb der Bundesrepublik Deutschland tätige Wissenschaftler können als korrespondierende Mitglieder der Kommission angehören. Um eine enge Verbindung der Kommission mit bedeutenden nichtuniversitären Institutionen für den Bereich der Geodäsie zu gewährleisten, können Repräsentanten dieser Institutionen als ständige Gäste der Kommission angehören.

## Publikationsreihe
Die Publikationsreihe der Kommission umfasst inzwischen fast 1000 Bände:
- DGK/A – Theoretische Geodäsie
- DGK/B – Angewandte Geodäsie, Berichte zur deutschen Landesvermessung usw.
- DGK/C – Dissertationen und Habilitationen an deutschen Universitäten (inzwischen über 600 Bände)
- DGK/D und E – Geschichte und Entwicklung der Geodäsie
- Jahresberichte und andere Berichte.